# غوست باسترز (لعبة فيديو 1984)
غوست باسترز (بالإنجليزية: Ghostbusters)، هي لعبة فيديو أمريكية، وهي من تطوير ونشر شركة أكتيفجن، صدرت اللعبة في الأسواق سنة 1984، وتعمل على عدة منصات، ومنها نينتندو إنترتينمنت سيستم، كومودور 64، وآبل 2.